# Amber Benson
Amber Nicole Benson (* 8. ledna 1977 Birmingham, Alabama) je americká herečka, scenáristka, producentka a režisérka.
Její otec je psychiatr, matka ošetřovatelka. Již od dětství se věnovala zpěvu a herectví. Když si její rodiče uvědomili, že má velký talent, rozhodli se kvůli ní přestěhovat do Los Angeles, aby se mohla dále umělecky rozvíjet. Tehdy jí bylo 14 let. Začala dostávat menší role v různých filmech, či epizodní role v seriálech. V letech 1999–2002 hrála v seriálu Buffy, přemožitelka upírů postavu Tary Maclayové. V dalších letech hostovala např. v seriálech Odložené případy, Chirurgové, Lovci duchů, Nebezpečná identita či Husbands.
Je spoluautorkou nebo autorkou scénářů k filmům The Theory of the Leisure Class (2001), Chance (2002, rovněž jej režírovala a produkovala), Ghosts of Albion: Legacy (2003, také jako režisérka), Ghosts of Albion: Embers (2004) a Lovers, Liars and Lunatics (2006, rovněž jej režírovala a produkovala).

## Filmografie

### Televize
| Rok       | Název                             | Role                         | Poznámky                                   |
| --------- | --------------------------------- | ---------------------------- | ------------------------------------------ |
| 1993      | Jack Reed: Odznak cti             | Nicole Reed                  | TV film                                    |
| 1994      | Jack Reed: Na dosah spravedlnosti | Nicole Reed                  | TV film                                    |
| 1995      | Jack Reed: Jeden z našich         | Nicole Reed                  | TV film                                    |
| 1998      | Promised Land                     | Amy Farnsworth               | díl: „Out of Bounds“                       |
| 1999      | Cracker                           | Amy                          | díl: „The Clubô                            |
| 1999–2002 | Buffy, přemožitelka upírů         | Tara Maclayová               | hlavní role, 47 dílů                       |
| 2001      | The Enforcers                     | Abby                         | miniseriál                                 |
| 2004      | Odložené případy                  | Julia Hoffman                | díl: „Dobrovolníci“                        |
| 2005      | The Inside                        | Allison Davis                | díl: „The Pefect Couple“                   |
| 2006–2011 | Lovci duchů                       | Lenore                       | 2 díly                                     |
| 2006      | Holiday Wishes                    | Danni Hartford               | TV film                                    |
| 2007      | Gryphon                           | princezna Amelia z Locklandu | TV film                                    |
| 2007–2009 | Girltrash!                        | Svetlana "Lana" Dragovich    | internetový seriál, 2 díly                 |
| 2008      | Long Island Confidential          | Liz                          | pilotní díl                                |
| 2008      | 7 Things to Do Before I'm 30      | Lori Madison                 | TV film                                    |
| 2009      | Private Practice                  | Jill Duncan                  | díl: „Finishing“                           |
| 2010      | Chirurgové                        | Corrine                      | díl: „Já se snažím“                        |
| 2011      | Nebezpečná identita               | striptérka Mary Curtis       | díl: „To máš za to, že jsi mě chtěl zabít“ |
| 2011      | Count Jeff                        | Colleen                      | 3 díly                                     |
| 2011      | Strictly Sexual: The Series       | Donna                        | díl: „Laugh, Cry, Say Goodbye“             |
| 2012      | Husbands                          | naštvaná matka               | 2 díly                                     |
| 2012      | Futurestates                      | Laura Keller                 | díl: „Laura Keller: NB“                    |
| 2013      | Tom Holland's Twisted Tales       | Dhianna                      | díl: „Shockwave“                           |
| 2013      | Shelf Live                        | Raggy Ann                    | díl: „Powered Up“                          |
| 2014      | Morganville: The Series           | Amelie                       | internetový seriál, 6 dílů                 |
| 2014      | Bravest Warriors                  | vesmírné kuře číslo 2 (hlas) | díl: „The Parasox Pub“                     |
| 2014      | The Glass Slipper Confessionals   | Tinkerbell                   | 2 díly                                     |
| 2016      | Red vs. Blue                      | Epsilon Grif                 | díl: „Get Bent“                            |
| 2016      | Sunday Morning                    | Marcy                        | díl: „Marcy and Cliff“                     |
| 2016      | The Crooked Man                   | Grace                        | TV film                                    |

### Film
| Rok  | Název                     | Role                     | Poznámky                     |
| ---- | ------------------------- | ------------------------ | ---------------------------- |
| 1993 | King of the Hill          | Ella McShane             |                              |
| 1993 | Osudný omyl               | Cheyenne                 |                              |
| 1994 | Do háje, no a co          | Barbara "Babs" Wyler     |                              |
| 1994 | Fiktivní zločiny          | Margaret                 |                              |
| 1995 | Sbohem, lásko             | Meg Damico               |                              |
| 1998 | Poslední mejdan           | Stephanie                |                              |
| 1999 | Take It Easy              | Justy                    |                              |
| 1999 | Deadtime                  | Patty                    |                              |
| 2000 | Super kšeft               | Batgirl                  |                              |
| 2001 | Hollywood, Pennsylvania   | Mandy Calhoun            |                              |
| 2001 | Don's Plum                | Amy                      |                              |
| 2002 | Kletba                    | Piper                    |                              |
| 2002 | Chance                    | Chance                   | také režisérka a scenárista  |
| 2003 | Latter Days               | Traci Levine             |                              |
| 2005 | Duch podzemí              | Barbie                   |                              |
| 2005 | Race You to the Bottom    | Maggie                   |                              |
| 2006 | Lovers, Liars & Lunatics  | Justine                  | také režisérka a producentka |
| 2007 | Blahodárný venkov         | Sally                    |                              |
| 2008 | Act Your Age              | Julia                    |                              |
| 2008 | Polibte nevěstu           | Elly                     |                              |
| 2008 | Jen na sex                | Donna                    |                              |
| 2008 | The Blue Tooth Virgin     | Jennifer                 |                              |
| 2008 | One-Eyed Monster          | Laura                    |                              |
| 2009 | Tripping Forward          | Gwen                     |                              |
| 2009 | Ve smrtelné pasti         | Noreen                   |                              |
| 2009 | Podzimní úplněk           | Gretchen                 |                              |
| 2010 | Drones                    |                          | také režisérka               |
| 2011 | T is for Trick            | Chris                    | krátkometrážní film          |
| 2012 | Dust Up                   | Ella                     |                              |
| 2012 | S.H.I.E.L.D.E.D.          | agentka Benson           |                              |
| 2012 | Reverse Parthenogenesis   | Julie                    | krátkometrážní film          |
| 2013 | Do You Have a Cat?        | Jess                     | krátkometrážní film          |
| 2015 | Desire Will Set You Free  | Jayne                    |                              |
| 2018 | Selling Isobel            | Chloe                    |                              |
| 2018 | House of Demons           | Maya                     |                              |
| 2018 | The Griddle House         | Tiny                     |                              |
| 2018 | Glossary of Broken Dreams | Pfefferkarree McCormick  |                              |
| 2019 | The Nightmare Gallery     | profesorka Samantha Rand |                              |